# Iglesia de La Magdalena (Quito)
La Iglesia de La Magdalena es un templo católico ubicado en la parroquia homónima, al sur de Quito. La iglesia actual fue construida a principios del siglo XX, siguiendo el diseño del padre lazarista alemán Pedro Huberto Brüning, aunque su interior fue renovado completamente en 1977.

## Historia

### Antecedentes
La parroquia de Santa María Magdalena se estableció en 1575 como una parroquia eclesiástica a las afueras de la ciudad de Quito, hacia el sur de El Panecillo. Esta parroquia reemplazó al antiguo poblado indígena de Machangarilla
La iglesia original era de adobe, material con el que se solían construir las sencillas iglesias parroquiales durante la época virreinal. Además, estos modestos templos parroquiales solían estar cubiertos con techos de paja Como consecuencia de las mencionadas limitaciones económicas, este tipo de iglesias tampoco llegó a acumular importantes colecciones de arte. Las iglesias de San Marcos, San Blas y El Belén presentan semejantes casos de iglesias parroquiales construidas en la periferia del antiguo Quito que en el siglo XX terminaron absorbidas por la moderna ciudad.
En el siglo XX el viejo cementerio parroquial, ubicado detrás de la iglesia, había llegado a su capacidad máxima. Como resultado, empezó su traslado a un nuevo lugar unas cuadras más al sureste, formándose así el actual Cementerio de La Magdalena.

### Construcción de la iglesia actual
El padre Pedro Huberto Brüning empezó el diseño de la nueva iglesia en 1909.
De acuerdo a Alfonso Cevallos Romero, esta fue la cronología de construcción:
- junio de 1909: el padre Brüning diseña la nueva iglesia.
- septiembre de 1909: los planos son aprobados por Federico González Suárez.
- 1910: se terminan los muros laterales junto con las ventanas del ábside y se rehacen los cimientos.
- 1911: se completan los muros hasta el crucero.
- 1914: el padre Brüning diseña el altar mayor de piedra así como confesionarios y comulgatorios.
- 1923: se completan los muros exteriores, arcos, bóvedas y parte del techo.
- 1925: se empieza la fachada.
- 1926: se termina el tímpano de la fachada y el techo.
- 1932: se completan las torres.

La iglesia terminó de construirse en 1932. El interior estaba estructurada por tres naves y un crucero, mientras que por fuera era de ladrillo descubierto.

### Destrucción y modernización de la iglesia
En 1977 se decide modernizar la iglesia. Con este fin se destruyeron las tres naves, los arcos, las bóvedas y el techo del templo. Al mismo tiempo se enlució el exterior, se retiraron almenas y cornisas, incluso algunas de las cardinas de la fachada fueron afectadas El resultado es la iglesia que se puede apreciar en la actualidad.
La administración está a cargo de los padres Josefinos, quienes habían llegado al país en 1922 con el propósito de administrar las misiones de la Amazonía

## Descripción

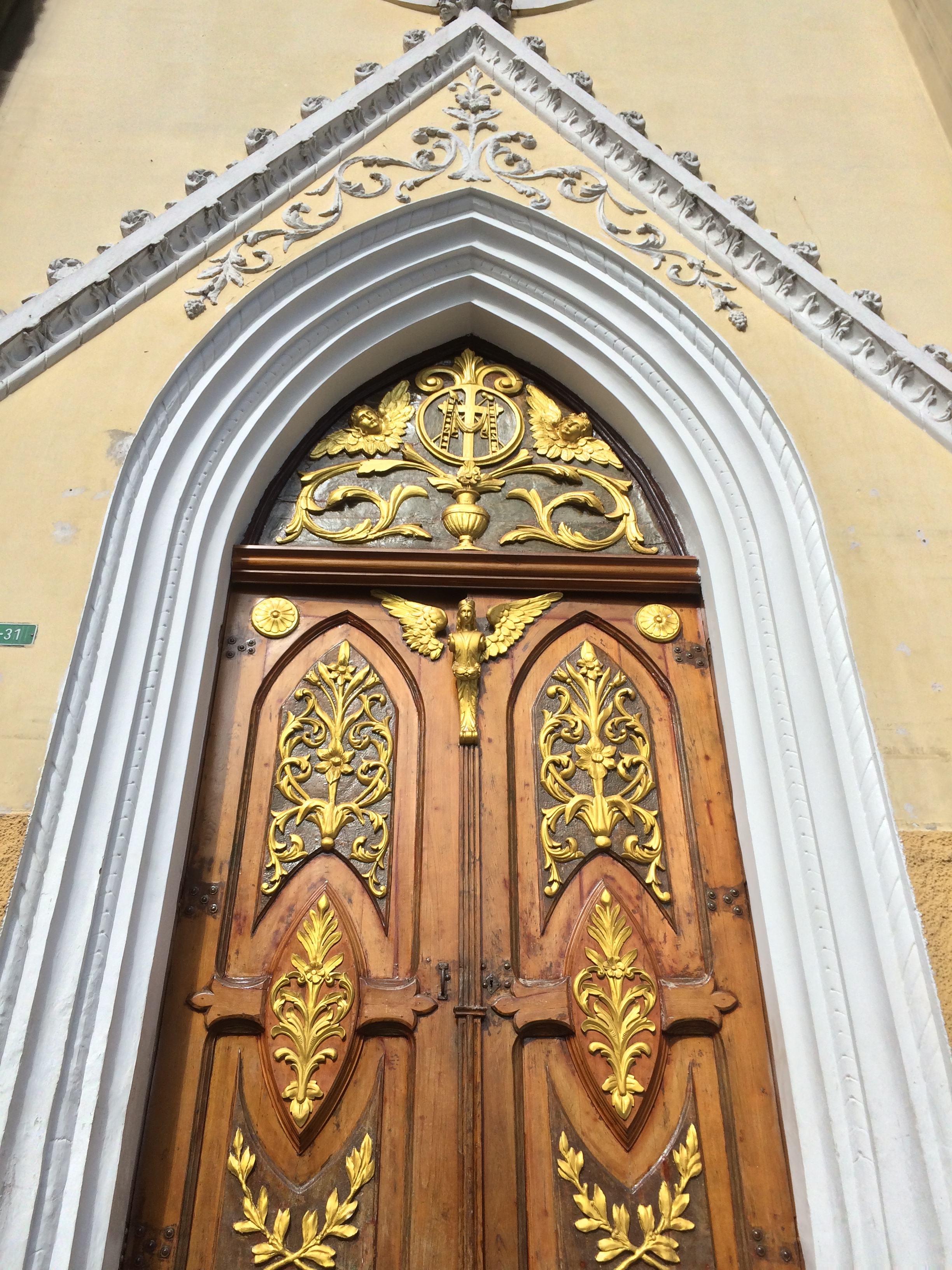
Portada.

La iglesia de La Magdalena presenta una fachada de estilo neogótico. Su único pórtico está compuesto por un portón de madera con ornamentación dorada, una arquivolta sencilla pintada de blanco y enmarcada por un gablete decorado con cardinas igualmente blancas. Por encima del rosetón se aprecia un frontón blanco también decorado con cardinas y rematado por una cruz. A ambos lados del pórtico se levantan dos torres que terminan en chapiteles de latóny que presentan esa forma piramidal tan característica de las torres de varios de los edificios del padre Brüning
El interior presenta una sola nave con un estilo moderno debido a las refacciones de 1977.